# Giochi invernali dell'Artico
I Giochi invernali dell'Artico (in inglese Arctic Winter Games) sono una manifestazione multisportiva a cui partecipano atleti provenienti dai territori del circolo polare artico. Inaugurati nel 1970, si svolgono con cadenza biennale e affiancano ai classici sport alcune discipline che sono caratteristiche delle popolazioni della regione.

## Storia

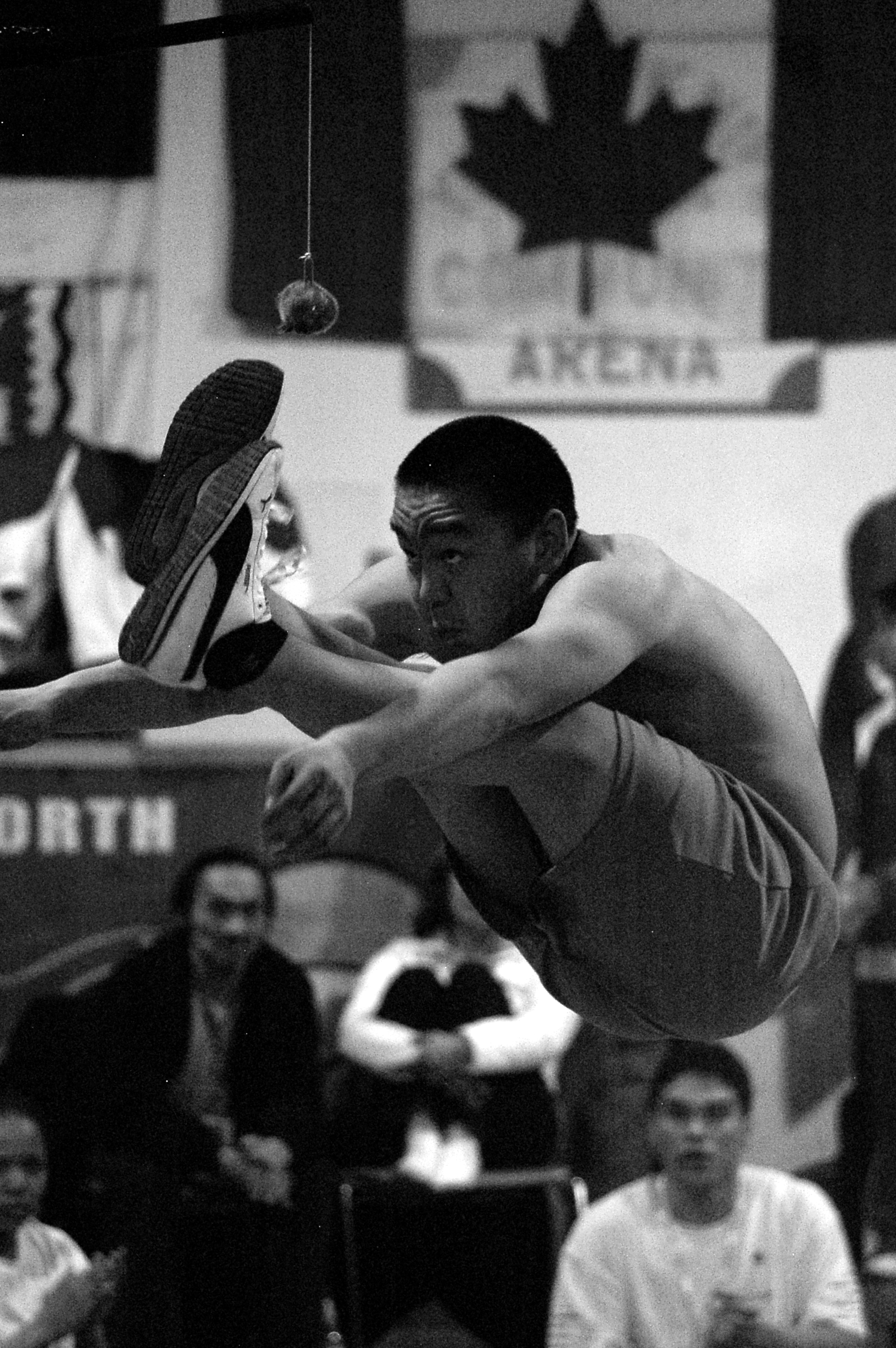
Atleta impegnato nel two-foot high kick, uno degli sport artici presenti ai Giochi

L'idea partì da Cal Miller, consulente finanziario della squadra dello Yukon che prese parte nel 1967 ai I Giochi del Canada, il quale espresse il proprio disappunto nel vedere gli atleti del nord essere surclassati da quelli più esperti provenienti dal sud. Questo sentimento fu condiviso da Stuart Hodgson, Commissario dei Territori del Nord-Ovest, che sostenne la proposta di Miller di istituire una competizione destinata ad atleti del nord circumpolare. Hodgson coinvolse quindi James Smith, Commissario dello Yukon, e Walter Hickel, Governatore dell'Alaska, insieme ai quali lanciò nel 1969 i Giochi invernali dell'Artico.
Furono proprio i Territori del Nord-Ovest, lo Yukon, e l'Alaska a dare vita nel 1970 all'edizione inaugurale dei Giochi. Successivamente si unirono la Groenlandia, il Nord Québec e l'Alberta settentrionale. Nel 1992 partecipò per la prima volta una rappresentativa proveniente dalla Russia (Magadan).

## Partecipanti
Complessivamente nove rappresentative hanno partecipato alle varie edizioni dei Giochi invernali dell'Artico:
- Alaska, Stati Uniti d'America;
- Alberta settentrionale, Canada;
- Circondario autonomo Jamalo-Nenec, Russia;
- Groenlandia, Danimarca;
- Nunavik, Québec, Canada;
- Nunavut, Canada;
- popolazione sami, Lapponia (Norvegia, Svezia, Finlandia, Russia);
- Territori del Nord-Ovest, Canada;
- Yukon, Canada.

## Edizioni
| Anno | Città                                              | Nazione            |
| ---- | -------------------------------------------------- | ------------------ |
| 1970 | Yellowknife                                        | Canada             |
| 1972 | Whitehorse                                         | Canada             |
| 1974 | Anchorage                                          | Stati Uniti        |
| 1976 | Schefferville                                      | Canada             |
| 1978 | Hay River / Pine Point                             | Canada             |
| 1980 | Whitehorse                                         | Canada             |
| 1982 | Fairbanks                                          | Stati Uniti        |
| 1984 | Yellowknife                                        | Canada             |
| 1986 | Whitehorse                                         | Canada             |
| 1988 | Fairbanks                                          | Stati Uniti        |
| 1990 | Yellowknife                                        | Canada             |
| 1992 | Whitehorse                                         | Canada             |
| 1994 | Slave Lake                                         | Canada             |
| 1996 | Chugiak / Eagle River                              | Stati Uniti        |
| 1998 | Yellowknife                                        | Canada             |
| 2000 | Whitehorse                                         | Canada             |
| 2002 | Nuuk Iqaluit                                       | Groenlandia Canada |
| 2004 | Wood Buffalo                                       | Canada             |
| 2006 | Borough della Penisola di Kenai                    | Stati Uniti        |
| 2008 | Yellowknife                                        | Canada             |
| 2010 | Grande Prairie                                     | Canada             |
| 2012 | Whitehorse                                         | Canada             |
| 2014 | Fairbanks                                          | Stati Uniti        |
| 2016 | Nuuk                                               | Groenlandia        |
| 2018 | Hay River / Fort Smith                             | Canada             |
| 2020 | Whitehorse (annullati per la pandemia di COVID-19) | Canada             |
| 2022 | Wood Buffalo                                       | Canada             |

## Discipline sportive
Le discipline sportive che fanno attualmente parte dei Giochi invernali dell'Artico sono complessivamente 21 e si suddividono in sport tradizionali, sport nordici, sport indoor e sport su ghiaccio:
- Badminton
- Biathlon
- Biathlon con le racchette da neve
- Calcio a 5
- Corsa con i cani da slitta
- Corsa con le racchette da neve
- Curling
- Ginnastica artistica
- Giochi Dene
- Hockey su ghiaccio
- Lotta
- Pallacanestro
- Pallavolo
- Pattinaggio di figura
- Pattinaggio di velocità
- Sci alpinismo
- Sci alpino
- Snowboard
- Sport artici
- Tennistavolo
- Tiro con l'arco

## Trofeo Hodgson
A ogni edizione dei Giochi invernali dell'Artico, a partire dal 1978, il comitato organizzatore assegna il Trofeo Hodgson, che prende nome dall'ex Commissario dei Territori del Nord-Ovest Stuart Hodgson, alla rappresentativa che si distingue maggiormente per il fair play e lo spirito di squadra. Esso consiste in una scultura Inuit, donata dallo stesso Hodgson, proveniente dall'Artico canadese.